# Malá Lodina
Malá Lodina is een Slowaakse gemeente in de regio Košice, en maakt deel uit van het district Košice-okolie.
Malá Lodina telt 188 inwoners.